# Banküberfall in Hamburg am 18. April 1974
Der Überfall auf eine Hamburger Filiale der Commerzbank am 18. April 1974 ging in die deutsche Polizeigeschichte ein, da hier zum ersten Mal Gebrauch vom sogenannten finalen Rettungsschuss gemacht wurde. Der Täter wurde getötet.

## Ablauf
Gegen Mittag betrat der aus Kolumbien stammende Ingenieurstudent Emilio Humberto Martin-Gonzales die Filiale der Commerzbank am Steindamm 50 im Hamburger Stadtteil St. Georg und bedrohte die Bankangestellten sowie Kunden. Mit sich führte er ein Tranchiermesser sowie zwei Handfeuerwaffen der Marke Beretta. 
Als um 12:26 Uhr drei Streifenwagen Meldung von der Geiselnahme erhielten, fuhren sie mit Sondersignal zur Bank, was einen einsatztaktischen Fehler darstellte. Zwei Beamte des Polizeireviers 18 betraten die Filiale, woraufhin der Täter mit einer Pistole des Kalibers 7,65 mm auf diese schoss und zunächst eine Glastür traf, danach einen der Beamten, den 34 Jahre alten Uwe Faden, tötete. Der zweite Beamte wurde durch Splitter in Folge des ersten Schusses verletzt. 
Nun rückte auch das 1972 neu gegründete MEK an. In der Bank befanden sich nun sieben Geiseln und der Täter. Um 12:35 rief der Täter über die Notrufnummer 110 in der Polizeizentrale an und verlangte nach einem Fluchtwagen. Um Schaulustige von der Bank fernzuhalten, meldete der NDR einen Wasserrohrbruch in dem Gebiet, doch hielt die fingierte Meldung viele Menschen nicht davon ab, zum Ort des Geschehens zu kommen. Aufgrund der Gefahrenlage räumte die Polizei daraufhin den Straßenzug und angrenzende Gebäude. Zu diesem Zeitpunkt hatte die Kriminalpolizei die Einsatzleitung übernommen.
Nach abermaligem Anruf des Täters bei der Notrufzentrale und dessen Drohung, die Geiseln zu töten, entschloss sich die Hamburger Polizeiführung zum finalen Rettungsschuss, den das MEK ausführen sollte. Die juristische Grundlage für einen solchen gezielten Todesschuss war in Deutschland im Jahr 1973 – infolge des Münchner Olympia-Attentats 1972 –  geschaffen worden. Im Fall des Einsatzes in Hamburg wurde zu diesem Zweck allen anderen bewaffneten Einheiten untersagt, von der Schusswaffe Gebrauch zu machen, sollte der Täter die Bank verlassen. 
Um 13:09 Uhr konnten Beamte des MEK unbemerkt in die Bank und dort in ein Nebenzimmer des Schalterraumes eindringen. Durch das Schlüsselloch erhielten sie Einblick und konnten Angaben über Zahl der Geiseln und den Täter machen. Gleichzeitig brachten sich MEK-Einheiten vor der Bank und versteckt neben dem Eingang in Stellung. 
Gegen 13:40 Uhr verlangte der Geiselnehmer einen weißen Ford als Fluchtfahrzeug und stellte für die Erfüllung seiner Forderung ein auf 20 Minuten befristetes Ultimatum. Um 15:43 Uhr wurde das Fluchtfahrzeug vor die Bank gebracht. Fahrer war ein mit Badehose bekleideter Beamter. Auf Drängen des Täters wurde der Wagen dreimal umgeparkt und dabei immer näher an den Eingang der Bank gelotst. Drei Meter davon warteten Angehörige des MEK auf den Zugriff. Geplant war, den Täter gezielt zu erschießen. Doch zunächst schickte der Täter eine weibliche Geisel zu dem Fahrzeug. Sie sprühte die Heck- und Seitenscheiben mit schwarzer Farbe ein, um der Polizei die Sicht in das Fluchtfahrzeug einzuschränken.
Nun kam der Geiselnehmer mit einer männlichen Geisel vor sich aus der Bank, das Messer an deren Hals gepresst, in der anderen Hand die Pistole. Auf dem Kopf trug er die Dienstmütze des zuvor in der Filiale angeschossenen Polizisten. Als er diese Mütze wegwarf und dadurch Messer und Waffe in dieselbe Hand nahm, sprangen die drei neben dem Eingang verschanzten – aus Gründen der Zuverlässigkeit mit Revolvern bewaffneten – Beamten des MEK aus der Deckung und schossen auf ihn. Insgesamt fielen acht Schüsse in vier Sekunden, wobei sie den Täter in Kopf und Brust trafen. Die Geisel wurde am Bauch verletzt.
Wenig später verstarb der Geiselnehmer in einer Klinik. Der Polizist Uwe Faden wurde erschossen in der Bank gefunden. Bis dahin war nicht klar gewesen, ob er tatsächlich schon tot war.

## Trivia
Der Fall ist umfassend im Polizeimuseum Hamburg dokumentiert. Die Dauerausstellung umfasst u. a. Originalaufnahmen der Tat sowie diverse Asservate.